# Maria Augusta di Thurn und Taxis
Principessa Maria Augusta Anna di Thurn und Taxis (Francoforte sul Meno, 11 agosto 1706 – Göppingen, 1º febbraio 1756) fu un membro del Casato Principesco dei Thurn und Taxis. Era una delle figlie di Anselmo Francesco, II Principe di Thurn und Taxis e di sua moglie Maria Ludovika Anna Franziska, Principessa di Lobkowicz. Attraverso il suo matrimonio con Carlo Alessandro, Duca di Württemberg divenne Duchessa Consorte del Württemberg.

## Biografia

### Infanzia

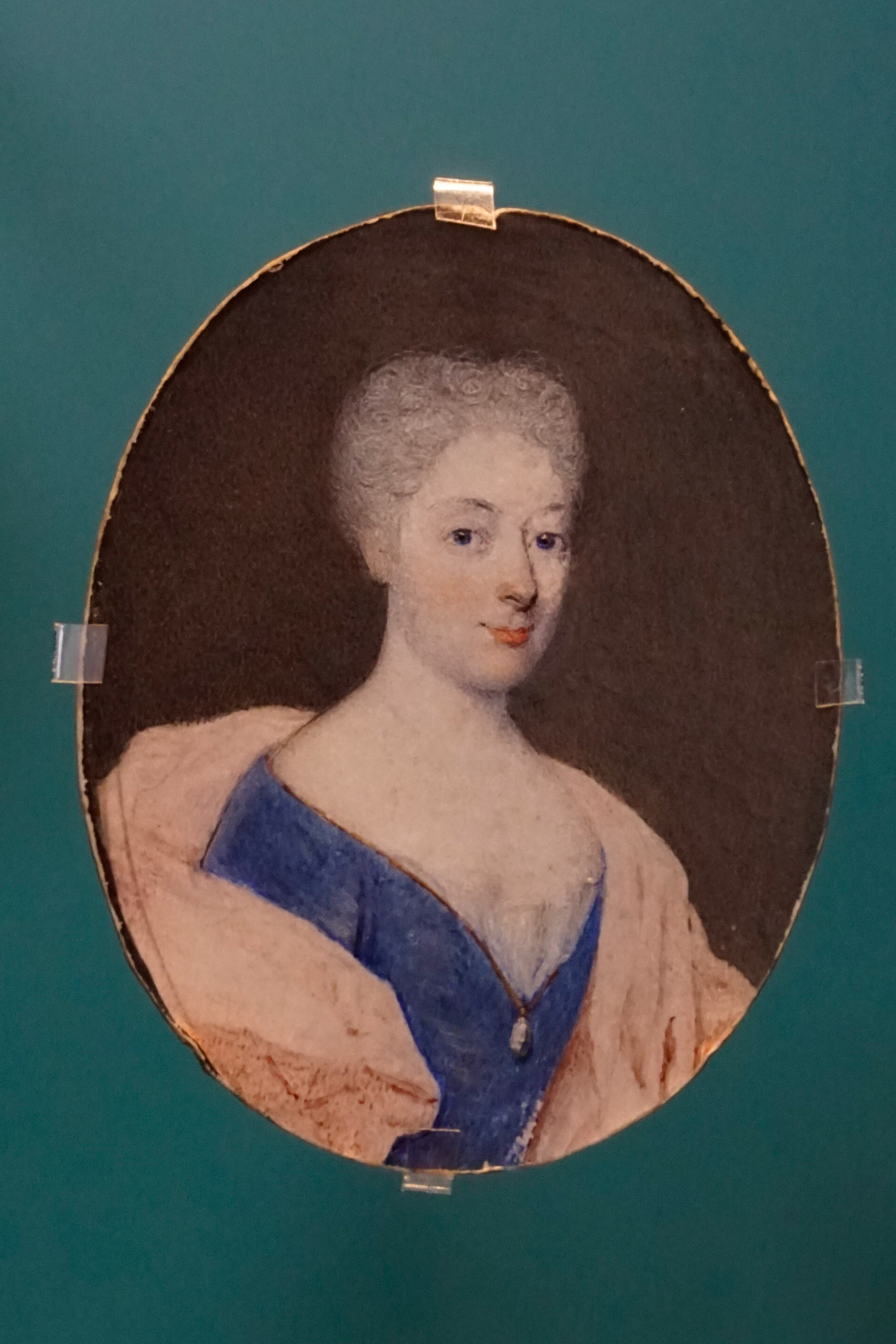
Maria Augusta da ragazza

Maria Augusta nacque l'11 agosto 1706. Crebbe nei Paesi Bassi Austriaci e poi si trasferì a Francoforte, dove la sua ricca famiglia aveva i suoi interessi economici. Il suo unico fratello era Alessandro Ferdinando, III Principe di Thurn und Taxis, il cui figlio Carlo Anselmo avrebbe sposato l'unica figlia di Maria Augusta nel 1753.

### Matrimonio

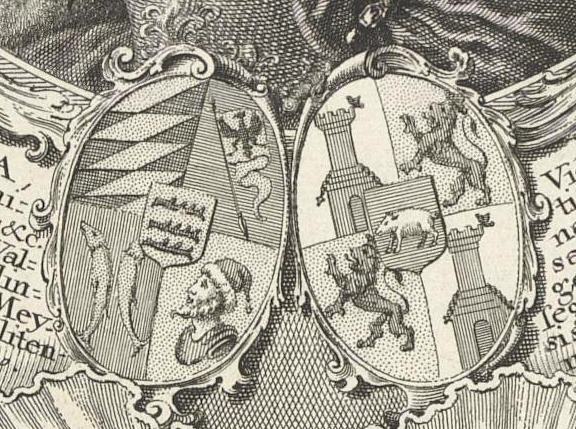
Stemma coniugale di Maria Augusta

Maria Augusta fu scelta come sposa di Carlo Alessandro, duca di Württemberg-Winnental (poi Duca di Württemberg) e figlio di Federico Carlo. Il matrimonio venne celebrato il 1º maggio 1727 a Francoforte.
I loro loro dieci anni di matrimonio furono turbolenti ed erano generalmente considerati rivali alla pari in ogni ambito (ad esempio entrambi erano maestri di intrighi e di diplomazia segreta). Carlo Alessandro spesso usava un servo fidato per spiare la moglie per essere sicuro che ella non avrebbe interferito nel governo o criticato i suoi ministri. Dopo una lite particolarmente grave nel 1736, la duchessa fu costretta dal marito a promettere per iscritto di rimanere fuori dagli affari del governo.

### Morte

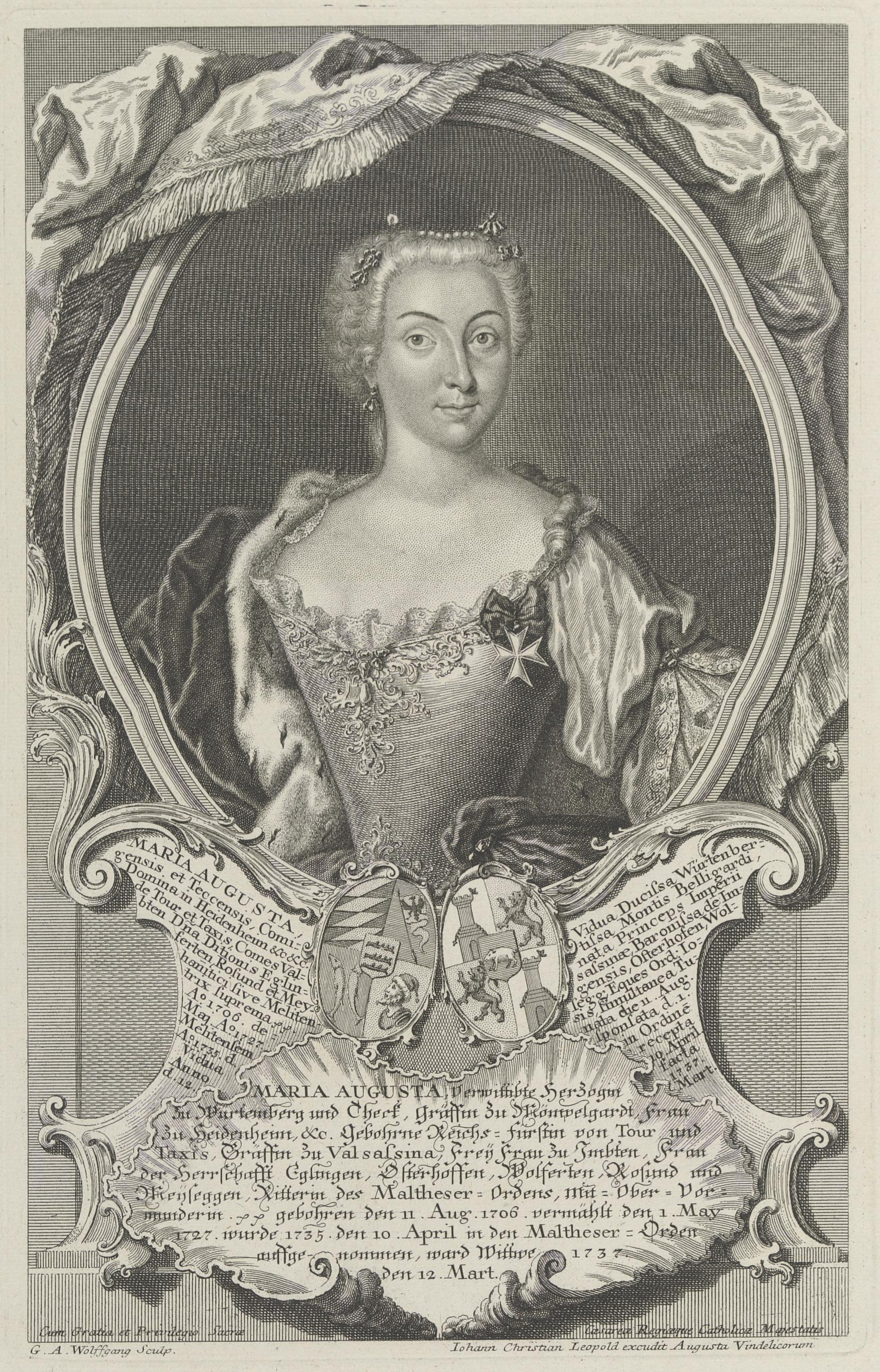
Maria Augusta di Thurn und Taxis

Maria Augusta morì nel 1756 e venne sepolta a Ludwigsburg.

## Discendenza
Dal matrimonio tra Maria Augusta e di Carlo Alessandro, duca di Württemberg-Winnental nacquero:
- Carlo Eugenio (Bruxelles, 11 febbraio 1728-Stoccarda, 24 ottobre 1793), che sposò Elisabetta Federica Sofia di Brandeburgo-Bayreuth da cui non ebbe figli;
- Eugenio Ludovico (Belgrado, 1729);
- Ludovico Eugenio (Francoforte, 6 gennaio 1731-Ludwigsburg, 20 maggio 1795), che sposò Sofia Albertina di Beichlingen; ebbe figli
- Federico Eugenio (Stoccarda, 21 gennaio 1732-Stoccarda, 22 dicembre 1797), che sposò Federica Dorotea di Brandeburgo-Schwedt; ebbe figli
- Alessandro (Belgrado, 1º agosto 1733-Stoccarda, 21 febbraio 1734);
- Augusta Elisabetta (Stoccarda, 30 ottobre 1734-Castello di Hornberg, 4 giugno 1787), che sposò il cugino Carlo Anselmo di Thurn und Taxis; ebbe figli

## Ascendenza
|                                             |                               |                                           | Genitori                                   |  |  | Nonni |  |  | Bisnonni                                     |  |  | Trisnonni             |  |
|                                             |                               |                                           |                                            |  |  |       |  |  | Lamoral Claudio Francesco di Thurn und Taxis |  |  | Leonardo II de Tassis |  |
|                                             |                               |                                           |                                            |  |  |       |  |  | Lamoral Claudio Francesco di Thurn und Taxis |  |  | Leonardo II de Tassis |  |
|                                             |                               | Alessandra de Rye                         |                                            |  |  |       |  |  | Lamoral Claudio Francesco di Thurn und Taxis |  |  |                       |  |
| Eugenio Alessandro di Thurn und Taxis       |                               |                                           |                                            |  |  |       |  |  | Lamoral Claudio Francesco di Thurn und Taxis |  |  |                       |  |
|                                             |                               | Anna Franziska Eugenie van Hornes         | Philippe Lamoraal van Horne                |  |  |       |  |  |                                              |  |  |                       |  |
|                                             |                               | Anna Franziska Eugenie van Hornes         | Philippe Lamoraal van Horne                |  |  |       |  |  |                                              |  |  |                       |  |
|                                             |                               | Anna Franziska Eugenie van Hornes         | Dorothée Jeanne de Ligne-Arenberg          |  |  |       |  |  |                                              |  |  |                       |  |
| Anselmo Francesco di Thurn und Taxis        |                               | Anna Franziska Eugenie van Hornes         |                                            |  |  |       |  |  |                                              |  |  |                       |  |
|                                             |                               | Ermanno Egon di Fürstenberg-Heiligenberg  | Egon VIII di Fürstenberg-Heiligenberg      |  |  |       |  |  |                                              |  |  |                       |  |
|                                             |                               | Ermanno Egon di Fürstenberg-Heiligenberg  | Egon VIII di Fürstenberg-Heiligenberg      |  |  |       |  |  |                                              |  |  |                       |  |
|                                             |                               | Ermanno Egon di Fürstenberg-Heiligenberg  | Anna Maria di Hohenzollern-Hechingen       |  |  |       |  |  |                                              |  |  |                       |  |
| Anna Adelaide di Fürstenberg-Heiligenberg   |                               | Ermanno Egon di Fürstenberg-Heiligenberg  |                                            |  |  |       |  |  |                                              |  |  |                       |  |
|                                             |                               | Maria Francesca di Fürstenberg-Stühlingen | Federico Rodolfo di Fürstenberg-Stühlingen |  |  |       |  |  |                                              |  |  |                       |  |
|                                             |                               | Maria Francesca di Fürstenberg-Stühlingen | Federico Rodolfo di Fürstenberg-Stühlingen |  |  |       |  |  |                                              |  |  |                       |  |
|                                             |                               | Maria Francesca di Fürstenberg-Stühlingen | Anna Magdalene von Hanau-Lichtenberg       |  |  |       |  |  |                                              |  |  |                       |  |
| Maria Augusta di Thurn und Taxis            |                               | Maria Francesca di Fürstenberg-Stühlingen |                                            |  |  |       |  |  |                                              |  |  |                       |  |
|                                             | Wenzel Eusebius von Lobkowicz | Zdenek Adalbert von Lobkowicz             |                                            |  |  |       |  |  |                                              |  |  |                       |  |
|                                             | Wenzel Eusebius von Lobkowicz | Zdenek Adalbert von Lobkowicz             |                                            |  |  |       |  |  |                                              |  |  |                       |  |
|                                             | Wenzel Eusebius von Lobkowicz | Polyxena Pernštejn                        |                                            |  |  |       |  |  |                                              |  |  |                       |  |
| Ferdinand August von Lobkowicz              | Wenzel Eusebius von Lobkowicz |                                           |                                            |  |  |       |  |  |                                              |  |  |                       |  |
|                                             |                               | Sofia Augusta del Palatinato-Sulzbach     | Augusto del Palatinato-Sulzbach            |  |  |       |  |  |                                              |  |  |                       |  |
|                                             |                               | Sofia Augusta del Palatinato-Sulzbach     | Augusto del Palatinato-Sulzbach            |  |  |       |  |  |                                              |  |  |                       |  |
|                                             |                               | Sofia Augusta del Palatinato-Sulzbach     | Edvige di Holstein-Gottorp                 |  |  |       |  |  |                                              |  |  |                       |  |
| Maria Ludovika Anna Franziska von Lobkowicz |                               | Sofia Augusta del Palatinato-Sulzbach     |                                            |  |  |       |  |  |                                              |  |  |                       |  |
|                                             |                               | Guglielmo di Baden-Baden                  | Edoardo Fortunato di Baden-Baden           |  |  |       |  |  |                                              |  |  |                       |  |
|                                             |                               | Guglielmo di Baden-Baden                  | Edoardo Fortunato di Baden-Baden           |  |  |       |  |  |                                              |  |  |                       |  |
|                                             |                               | Guglielmo di Baden-Baden                  | Maria von Eicken                           |  |  |       |  |  |                                              |  |  |                       |  |
| Maria Anna Guglielmina di Baden-Baden       |                               | Guglielmo di Baden-Baden                  |                                            |  |  |       |  |  |                                              |  |  |                       |  |
|                                             |                               | Maria Maddalena di Oettingen-Baldern      | Ernesto di Oettingen-Baldern               |  |  |       |  |  |                                              |  |  |                       |  |
|                                             |                               | Maria Maddalena di Oettingen-Baldern      | Ernesto di Oettingen-Baldern               |  |  |       |  |  |                                              |  |  |                       |  |
|                                             |                               | Maria Maddalena di Oettingen-Baldern      | Katharina von Helfenstein                  |  |  |       |  |  |                                              |  |  |                       |  |
|                                             |                               | Maria Maddalena di Oettingen-Baldern      |                                            |  |  |       |  |  |                                              |  |  |                       |  |